# Nightmare Detective
Nightmare Detective (jap. 悪夢探偵) ist ein japanischer Spielfilm von Regisseur und Drehbuchautor Shin’ya Tsukamoto.

## Handlung
Der Film beginnt mit der Einführung eines Hauptcharakters, des „Nightmare Detectives“. Ein Mann um die fünfzig Jahre sitzt in einem Raum auf einer Matte und trinkt. Unter einem schwarzen Umhang, taucht plötzlich Kyoichi Kagenuma, der Nightmare Detective auf. Dieser teilt ihm mit, dass er von der Seele seiner Tochter verfolgt würde und dass er ihn zurückbegleiten solle. Der Mann weigert sich jedoch, mit ihm mitzukommen. Kagenuma erwacht, nachdem er durch eine Art Flüssigkeit aus dem Traum des Mannes zurückgekehrt ist, in einem Zimmer. Dort liegt dieser Mann schlafend auf einem Bett und ein Teil seiner Familie steht um ihn herum. Der Sohn des Mannes hatte den Nightmare Detective beauftragt, in den Traum des Mannes zu gehen und diesen zu bewegen, wieder in die richtige Welt zurückzukommen. Die Familienmitglieder sind erzürnt, da sie auch auf Informationen über den Nachlass des Mannes gehofft haben. Sie wollen, dass Kagenuma geht und geben ihm abschätzig etwas Geld, welches er aber nicht annimmt. Beim Verlassen des Zimmers schnappt er noch einige Gedanken der Familie auf, die aber nur um das Erbe des Mannes kreisen. Die Gesichter der Familienmitglieder beginnen sich zu verzerren und Kagenuma verlässt den Ort mit den Worten: „Ich hasse es.“
Danach kommt es zu einem ersten Selbstmord. Ein junges Mädchen, das Selbstmord begehen will, sitzt vor einem Tokioter Hochhaus und telefoniert mit ihrem Handy mit einem Gleichgesinnten. Sie hat eine Schere in der Hand und schaut sich diese fortwährend an. Der Gesprächspartner sagt ihm Laufe des Gespräches: „Ich habe dich gespürt.“ Das Mädchen bricht das Gespräch ab und will sich zu ihrer Wohnung begeben. Doch sie hört seltsame Geräusche und wird von etwas Unsichtbaren angegriffen. Sie flieht in ihre Wohnung und ersticht sich dort mit ihrer Schere.
Der Tatort bringt die ermittelnden Detektive auf den Plan. Es sind die junge Keiko Kirishima und ihre beiden Kollegen Wakamya, der etwa im gleichen Alter ist und Ishida, der schon länger bei der Mordkommission ermittelt. Keiko kommt mit einem Abschluss von der Universität und einigen Auszeichnung von ihrer vorherigen Ermittlungsarbeit im Finanzwesen. Die Ermittlungsarbeit auf der Straße kommt für ihre Kollegen mit einem freiwilligen Abstieg gleich. Deshalb wird sie von Ishida nicht ernst genommen. Ihre Kleidung mit Minirock und Pfennigabsätzen unterstützen dies. Der Fall wird von Ishida sofort als Selbstmord abgetan, doch Keiko besteht auf weitere Ermittlungen und lässt auch das Handy des Opfers, welches es noch in der Hand hält, überprüfen.
Die Überprüfung des Mobiltelefons ergibt, dass die angezeigte Nummer auch bei anderen Selbstmorden gewählt wurde. Ein Mann hatte sich im Schlaf erstochen, vor den Augen seiner Frau.
Der Vorsitzende der Mordkommission wählt nun zwei Wege, wie das Team dem Täter, der Zero getauft wird, auf die Spur kommen soll. Ishida soll versuchen mit Zero zu telefonieren und diesem vorspielen, er wolle Selbstmord begehen. Keiko soll die übernatürliche Seite des Falles untersuchen. Sie ärgert sich darüber, macht sich aber nach der mit ihrem Kollegen Wakamya an die Arbeit. Durch einen Tipp eines Mitarbeiters suchen sie Kagenuma auf, der in einem heruntergekommenen Haus wohnt. Sie finden ihn schlafend, anscheinend gefangen in einem Traum auf. Dabei wälzt er sich hin und her und lässt sich schließlich von seiner besorgten Mutter aufwecken.
Als er wach ist, klärt ihn Wakamya über den Fall auf und bittet ihn um Unterstützung. Als Antwort schüttet Kagenuma Wasser, dass ihm Keiko zuvor hingestellt hatte, in die Richtung der Ermittler. Diese verlassen daraufhin das Zimmer, Keiko lässt noch ihre Karte da.
Ishida versucht indes erfolglos, den Mörder zu erreichen. Keiko studiert die Tatortfotos und wird von Wakamya unterbrochen, der ihr nahelegt sich nicht zu rebellisch zu verhalten. Keiko gibt zu sich nicht unterordnen zu können.
Keiko geht nach Hause und schläft ein. Wakamya ruft sie an und sagt ich, dass er den Mörder erreicht hätte. Keiko ist alarmiert und fährt zum Polizeirevier. Vorher bittet sie Kagenuma ihr zu helfen.
Kagenuma und Keiko treffen auf dem Polizeirevier ein und finden den schlafenden Wakamya auf einer Pritsche. Kagenuma klinkt sich in den Traum von Wakamya ein und trifft dort auf Zero, in Form eines messerschwingenden Monsters. Kagenuma schafft es nur, das Monster zu verletzen und wird bewusstlos. Wakamya ist dem Monster ausgeliefert und wird in seinem Traum getötet. In der realen Welt sticht er sich, wie das vorherige Opfer, mit einem Messer immer wieder in Bauch und Hals.
Kagenuma kommt ins Krankenhaus. Keiko besucht ihn dort und schläft an seinem Bett ein. In ihrem Traum begegnet sie sich selbst und sieht wie sie sich selbst den Hals zudrückt.
Kagenuma kommt in ihren Traum und weckt sie damit auf. Keiko entschließt sich sofort, Zero selbst anzurufen und einen Suizidwillen zu heucheln. Sie schlägt Kagenuma vor, dass sie beide gemeinsam dadurch Zero zur Strecke bringen könnten. Kagenuma will sich nicht weiter mit dem Fall befassen, Keiko tätigt den Anruf trotzdem. Sie erreicht Zero, der ihr erklärt, dass er wüsste, dass ihr Suizidwunsch echt wäre und sagt auch: „Ich habe dich gespürt“.
Keiko legt erschreckt auf und fährt noch mal auf das Revier. Sie trifft auf Ishida, der ihr mitteilt, dass sie Recht habe mit ihrer Vermutung, dass Zero seine Opfer durch deren Träume tötet. Keiko ist aufgebracht und befiehlt ihm den Mörder in der realen Welt zu fassen, während sie ihm im Traum stellen will.
Anschließend geht sie in ihre Wohnung und merkt, dass sie in großer Gefahr ist. Sie kocht sich Kaffee und versteckt alle Messer in ihrem Haushalt. Wenig später schläft sie doch ein und befindet sich nun in ihrem Traum. Dort geht sie durch ihre Wohnung und findet das gleiche Messer, mit welchem sich die vorherigen Opfer getötet haben, auf ihrem Sofa.
Sie wacht noch einmal auf und eilt zu Kagenuma ins Krankenhaus und bittet ihn erneut um Hilfe. Beide schlafen ein und befinden sich in der von Zero gesteuerten Traumwelt.
Keiko irrt durch ein düsteres Chemielabor einer Schule. Dort ist auch Zero als Monster und verfolgt sie. Sie kann sich in einem Schacht hinter einer Metalltür verstecken, doch das Monster findet einen Weg hinein. Bevor das Monster sie angreifen kann taucht Kagenuma auf und kämpft mit dem Monster.
Während des Zweikampfes gibt es einige Flashbacks, die erklären, dass Zero als Kind in genau diesem Chemielabor zur Strafe in den Schacht gesteckt wurde, in dem Keiko sich versteckt. Dort musste er mit ansehen wie seine kleine Schwester unglücklich starb.
Der Zweikampf endet mit einer Niederlage Zeros, der sich durch das Fenster wirft und überfahren wird.
In der realen Welt, wurde Zero in dieser Zeit durch einen Notarzt ins Krankenhaus geliefert. Er hatte sein Handy in der Hand, das er nicht loslassen wollte. Er stirbt im Krankenhausbett.
Keiko und Kagenuma erwachen in Kagenumas Krankenzimmer.
Wenig später treffen sie sich erneut an einem See. Keiko beschließt, dass sie mit ihrer Polizeiarbeit weitermachen will, obwohl die wahren Zusammenhänge des Falles wohl niemand glauben wird. Kagenuma will seine Fähigkeit, in Träume anderer Menschen zu gelangen nicht mehr als Strafe sehen, sondern dies nutzen.

## Die Helden des Films
In Nightmare Detective gibt es zwei Helden, die sich begegnen und die typische Reise des Helden durchführen. Dabei müssen sie ihre vertraute Welt verlassen und verschiedene Prüfungen bestehen. Beide erscheinen auch als Schwellenhüter, Mentor oder Auftraggeber.

### Keiko als Everyman Hero
Keiko repräsentiert den Everyman Hero, der die typischen Stationen der Reise des Helden durchläuft. Sie muss verschiedene Prüfungen bestehen, erhält Aufträge und bringt durch ihr Verhalten Wendepunkte. Auf ihrem Weg macht sie eine große Wandlung durch. Keiko etabliert die Deadline für das Finale und gewinnt mit einem Gefährten den Showdown gegen das Böse.
Die erste Hauptfigur befindet sich in der ersten Sequenz schon auf dem Weg in eine andere Welt. Auf der Fahrt mit ihren Kollegen, wird sie von Ishido über die Vorzüge des Blaulichtfahrens belehrt. Am Tatort angekommen, kritisiert er ihr unangemessenes Outfit mit Stöckelschuhen und Minirock. Ein Hinweis darauf, dass sich bald etwas verändern wird, denn passt sie sich nicht richtig an die Umgebung an, wird sie von der Umgebung angepasst werden. Es scheint als müsse sich Keiko noch an das neue Umfeld gewöhnen. Sie sträubt sich dagegen und erwidert barsch ob dies ein Befehl sei. Gleich darauf in der nächsten Sequenz wird sie mit der Leiche des vermeintlichen Suizidopfers konfrontiert. Angeekelt wendet sie sich ab, kann nun aber der Situation nicht entkommen und muss sich unter Beweis stellen. Als sie den Raum mit der Leiche betrat, betrat sie auch eine neue Welt, die mit ihrer vorherigen Schreibtischarbeit nicht mehr viel zu tun hat. Ihr guter Universitätsabschluss hilft ihr in dieser Situation nicht weiter. Sie ist jetzt da, wohin sie wollte, und muss mit dieser Prüfung zurechtkommen. Beim Anblick der Leiche schlägt Ishido seinem Kollegen vor, etwas essen zu gehen. Keiko weist ihn zurecht. Ihre professionelle Haltung, die durch ihre Backstory des Einser-Studiums später erklärt wird, kommt hier zum ersten Mal hervor. Keiko besteht auf weitere Untersuchungen, da sie einen Verdacht hat. Ishido ist genervt, da für ihn der Fall klar scheint. Keiko kommt vom Schreibtisch direkt auf die Straße. Sie hat ein ausgezeichnetes Studium und einige Erfolge in der „Verbrechensbekämpfung“ (Filmzitat) vorzuweisen. Sie will praktische Erfahrung an den Orten des Geschehens sammeln.
Ihr Einstieg in die Mordkommission beginnt mit der Tatortbegehung. Erst in einer späteren Sequenz wird sie dem gesamten Kollegium vorgestellt. Dort steht sie regungslos neben ihrem Vorgesetzten und schaut angriffslustig zu ihren Mitarbeitern.
Keikos anfänglicher Verdacht bestätigt sich und es kommt zu weiteren Ermittlungen in diesem Fall. Zu Keikos Unmut wird Ishido beauftragt, den Mörder durch einen Telefonanruf zu ködern, während sie die übernatürliche Seite des Falles untersuchen soll. Dies ist ein Wendepunkt, denn Keiko muss nun jemanden kontaktieren, der angeblich in die Träume anderer Menschen eindringen kann. Sie erhält einen Auftrag, der sie von ihrem eigentlichen needs abbringt und diese im Laufe des Geschehens ändert. Dieser Mode zwingt sie auf der anderen Seite zu ermitteln, wobei es ihr eigentliches Bedürfnis ist, mehr praktische Erfahrung an realen Tatorten zu sammeln. Deshalb ist sie auch unzufrieden und weigert sich anfänglich, lässt sich aber von Wakayama dazu bringen weiterzumachen. Zusammen mit Wakayama fährt sie zu Kagenuma. Als sie sein Haus betritt und sieht wie er sich krampfhaft auf dem Boden wälzt, ist sie schon über die Schwelle in eine weitere neue Umgebung getreten. Sie trifft dort auf einen weiteren Held des Films, der gleichzeitig ihr Gefährte wird. Nachdem sie den Auftrag erhalten hat auf der übernatürlichen Seite zu ermitteln, beauftragt sie nun Kagenuma ihr dabei zu helfen. Kagenuma kommt ihr auch nach anfänglicher Weigerung zu Hilfe. Im Polizeirevier beschäftigt sich Keiko mit den Tatortfotos und schläft dabei ein. Wakayama weckt sie und bittet sie nach Hause zu gehen. Indirekt kritisiert er auch ihr rebellisches Auftreten gegenüber Ishido. Keiko gibt zu sich nicht unterordnen zu können. Dies ist in diesem Fall ein Mangel, da in bei der Polizei und generell in Japan strenge Hierarchien vorherrschen.
Keiko geht nach Hause und schläft ein. Sie träumt, dass sich Hände um ihren Hals legen und zudrücken. Ein erster Hinweis darauf, dass sie sich schon in der kranken Welt des Serienmörders befindet und dieser auch schon Einfluss auf sie hat. Sie wird von Kagenumas Anruf geweckt, der sie warnt Zero anzurufen. Kurz darauf ruft Wakamya an und teilt mit, dass er dies schon getan hat. Keiko merkt sofort, dass Wakayama nun Gefahr droht und alarmiert Kagenuma, den sie erneut um Hilfe bittet. Sie eilt los und wählt statt der Stöckelschuhe Turnschuhe. Sie nimmt den Rat von Ishida in der Eile an und fährt mit dem Fahrrad zum Polizeirevier. Sie findet Wakayama schlafend auf einer Pritsche vor. Zuvor muss sie noch viele Treppenstufen überwinden, um zu ihm zu gelangen. Die innere Überwindung, Ishidas Hinweis zu befolgen, zahlt sich hier nun aus. Sie kann sich schneller vorwärts bewegen. Kagenuma trifft ebenfalls am Ort des Geschehens ein und klinkt sich in den Traum von Wakayama ein. Kagenuma kann den Mörder lediglich verletzen und Wakayama stirbt. Für Keiko ist dies ein neu bestimmender Wendepunkt. Sträubte sie sich zuvor gegen die übernatürliche Ermittlung, will sie nun den Mörder in seiner Traumwelt stellen.
Kagenuma kommt ins Krankenhaus und Keiko besucht ihn dort. Sie schläft erneut ein und begegnet sich wieder selbst im Traum. Keiko wird durch Kagenuma aufgeschreckt, der plötzlich in ihrem Traum erscheint. Ihr wird bewusst wie angreifbar sie in ihren Träumen ist und beschließt, die Sache selbst in die Hand zu nehmen. Vorher wurde sie beauftragt oder durch fremde Aktionen genötigt einzugreifen. Nun fordert sie ihr Schicksal heraus. Obwohl Kagenuma sie erneut warnt, ruft sie Zero an und teilt ihm mit, dass sie sich gerne mit ihm zusammen das Leben nehmen möchte. Damit etabliert sie die Deadline, denn spätestens dann, wenn sie das nächste Mal einschläft, wird sich alles entscheiden. Das während des Gespräches sind fast nur ihr Gesicht oder ihrer Augen zu sehen. Sie bleibt regungslos und zeigt keine Angst. Sie ist bereit, sich für den Fall zu opfern. Kagenuma will sie davon abhalten, kann es aber nicht verhindern. Spätestens jetzt hat Keiko den Punkt überwunden, an dem es kein zurück mehr gibt. Als sie wieder alleine zu Hause ist bemerkt sie, dass sie in tödliche Gefahr gebracht hat. Sie kehrt zum Krankenhaus zurück und bittet Kagenuma erneut um seine Hilfe. Keiko schläft dort wiederum ein und trifft dort erstmals auf Zero. Keikos Rolle im finalen Showdown begrenzt sich auf eine Flucht und die Darstellung der Unterlegenheit gegenüber dem Bösen. Nur mit Hilfe von Kagenuma schafft sie es, Zero zu besiegen. Beide wachen zusammen im Krankenzimmer auf. Die Schlusssequenz zeigt beide Helden vereint in der realen Welt. Keiko „kehrt zurück“ und möchte bei der Polizei weiterarbeiten, obwohl ihr Erfolg wird von der Polizei in Frage gestellt wird.

### Kagenuma als Lost Soul Hero
Kagenuma repräsentiert als Einzelgänger den Lost Soul Hero. Er durchwandelt ebenfalls die Reise des Helden, zeigt sich aber durch seine Weigerungen und seine Unlust als Held wider Willen. Er ist durch seine Kleidung und sein Verhalten der typische Außenseiter.
Kagenuma wird am Anfang des Films eingeführt. Er befindet sich in dieser Sequenz schon in einem Traum eines Mannes. Er wurde von dessen Verwandten angeheuert, den Mann wieder aus dem Koma zu holen.
In dessen Traum erscheint er unter einem großen schwarzen Umhang auf dem Boden. Er versucht den Mann vergebens zu überreden, aus seiner Traumwelt zurückzukehren, bevor er für immer dort bleiben müsse.
Frustriert kehrt er wieder zurück und taucht in dem Zimmer auf, in dem der Mann liegt. Die Verwandten stehen um das Bett herum. Kagenuma teilt den Leuten die schlechten Neuigkeiten mit. Er wird aus dem Zimmer geworfen und bekommt dabei Geld in die Hand gedrückt, das er aber ablehnt. Auf dem Gang schnappt er noch einige Gedanken der Verwandten auf. Mit seinen Worten „Ich hasse es“ endet die Sequenz.
In diesen Sequenzen zeigen sich schon die wichtigsten Charakterzüge des „Nightmare Detectives“. Kagenuma wirkt frustriert und verstört. Er hat seine Haare wirr im Gesicht und kleidet sich mit einem schwarzen Umhang. Seine Verkleidung mit einem mönchsähnlichen Cape hebt ihn von seiner Umgebung ab. Das Erscheinen unter dem Umhang ist mysteriös, ebenso wie seine Herkunft. Auch seine Meinung über die Menschen sieht er nach dem Verlassen des Zimmers bestätigt. Er hält sie für undankbar und egoistisch. Er selbst schlägt eine Entlohnung aus, denn er will helfen. Er fühlt sich nicht wohl in dieser Welt, doch auch die Traumwelt, in die er eintauchen kann, „hasst“ er.
Kagenuma hat aber schon öfter Menschen geholfen, die durch ihre Albträume traumatisiert waren, und ist daher bei der Polizei schon bekannt. Deshalb wird er von Keiko und Wakamya aufgesucht. Sie finden ihn in einem schäbigen Haus. Vor seinem Zimmer stehen aufgebrachte Familienmitglieder und Nachbarn. Kagenuma liegt ohne Bewusstsein mit einer Schlinge um den Hals auf dem Boden. Die Umstehenden sagen Dinge wie „Schon wieder“ und „Was machst du bloß immer.“ Kagenuma hat gerade einen Suizid versucht und dies scheint nicht das erste Mal zu sein.
Kagenuma sitzt anschließend mit dem Rücken zu den beiden auf dem Boden und Wakamya schildert ihm den Fall. Kagenuma schaut nur angeekelt zurück und schüttet ihnen ein Glas Wasser entgegen. Seine Weigerung, ihnen zu helfen, zeigt er durch das symbolisch böse Wasser und warnt sie damit gleichzeitig. Die Polizisten erscheinen wieder als die typischen Egoisten, die nur etwas von ihm wollen, aber sich nicht für ihn interessieren.
Kagenuma entschließt sich schließlich doch, Keiko noch einmal telefonisch davor zu warnen, bei Zero anzurufen. Da dies aber schon geschehen ist, ruft Keiko noch einmal bei Kagenuma an und spricht ihm auf den Anrufbeantworter. Kagenuma hört Keikos Bitte sitzend in seinem Zimmer. Er schlägt sich die Hände über den Kopf und schreit, dass sie ihn alle in Ruhe lassen sollen. Kagenuma weigert sich noch immer, den Auftrag von Keiko anzunehmen, jedoch steht er kurz darauf auf und läuft durch sein Zimmer. Er sagt dabei immer wieder „ich hasse es“ vor sich hin. Er weiß, dass er erneut in die ungeliebte Traumwelt gehen muss, und verlässt das Zimmer. Auf dem Flur wird er von drei Kindern aufgehalten, die ihn fragen, ob er mit ihnen spielt, wenn er wieder zurück ist. Kagenuma hat nun die erste Schwelle auf dem Weg in eine neue Welt übertreten. Es steht ihm eine Reise bevor. Die Kinder fragen nach seiner Rückkehr, doch er kann ihnen nicht antworten, weil er nicht weiß, was ihm bevorsteht.
Kagenuma trifft im Polizeirevier ein und klinkt sich in den Traum von Wakamya ein. Zuvor erklärt er Keiko, dass es nicht sein Beruf sei, in Träume zu gehen, und dass er nur Bekannten helfen wollte. Er hat ein typisches Heldenmotiv, obwohl er kein Held sein will. Seine Verkleidung kann man aber als Superheldencape deuten, auch wenn er barfuß und mit zerrissenem Umhang eher als Superheldenparodie erscheint.
Kagenuma tritt im Traum des vom Monster verfolgten Wakamya auch als Held auf, der sich von einer Laterne auf das Böse wirft und es zum Zweikampf fordert. Er verliert jedoch den Kampf, weil er von einem alten Trauma überwältigt wird. Er beobachtete als kleines Kind, wie seine Mutter in der Badewanne saß und anscheinend von Albträumen geplagt war – sie schaut den Jungen in diesem Flashback panisch an. Später im Krankenhaus stammelt er weiter, „Warum hast du Angst vor mir, Mutter?“. Weitere Rückblenden oder Informationen zur Vergangenheit Kagenumas werden dem Zuschauer nicht gezeigt. So bleibt auch sein Backstorywound, passend zum Charakter, im Dunkeln.
An seinem Krankenbett erklärt Keiko noch einmal den Fall und ihre eigenen Beweggründe. Keiko sagt, er müsse Zero ausschalten.
Kagenuma ist angewidert, denn er hört nur heraus, dass Keiko ihn benutzen wolle, da er ohnehin bald Selbstmord begehen will. Kagenuma ist befangen von seinem schlechten Menschenbild und sieht sich nun noch bestärkt sich zu töten. Er verweigert Keiko jede Hilfe und sagt, dass er diese Welt verlassen will, aber nicht im Traum eines anderen Menschen.
Seine erneute Weigerung treibt Keiko dazu, Zero anzurufen. Er versucht den Anruf vergeblich zu verhindern. Kagenuma erkennt langsam, dass Keiko ihn nicht benutzen will. Sie opfert sich nun auch selbst und zwingt ihn somit sich zu entscheiden. So vor den Kopf geschlagen schlägt er Keiko vor, dass sie sich beide töten sollte, damit alles ein Ende hat. Keiko fragt, warum er so versessen darauf sei, zu sterben, und wie er so geworden sei. Kagenuma blockt ab und bleibt allein zurück.
Keiko sucht ihn noch einmal auf. Sie hat Zero wieder angerufen und hat große Angst. Sie will, dass er ihr hilft. Kagenuma schläft ein und begegnet der Traum-Keiko. Nun muss auch er sein Opfer bringen und stürzt sich in den fast aussichtslosen Kampf. Jedoch ahnt er während des Endkampfes, dass Zero seine Fähigkeiten nicht beherrscht. Er provoziert ihn und zeigt ihm sein Unvermögen auf. Zero wirft sich daraufhin aus dem Fenster.
Kagenuma hat nun seine letzte große Prüfung bestanden und kehrt zurück in die reale Welt. Seine Umgebung hat von seinen Heldentaten keine Notiz genommen, jedoch sieht er seine Fähigkeiten nicht mehr als Fluch an. Er ist sogar dazu bereit, erneut jemandem zu helfen, wenn es denn nötig sei.

### Das Böse
Das Böse im Film ist klar definiert. Der Bösewicht zeigt sich in den Träumen der Opfer als mordendes Ungeheuer und will seinen Blutdurst an ihnen stillen. Das Böse in Gestalt, ist am Anfang nicht zu sehen. Anfänglich hat man nur eine subjektive Sicht und ist gezwungen das erste Opfer mit zu verfolgen.
Auch für die Ermittler ist er erst nur eine Nummer auf dem Handydisplay. Nachdem sie allerdings Kontakt mit ihm aufgenommen haben, ist er von nun an, in den Träumen, als Messer schwingendes Monster zu sehen. Anders als in der Traumwelt, hat er in der normalen Welt, eine menschliche Gestalt. Jedoch scheint dies das einzig menschliche an ihm zu sein.
Im Kontrast zu seinen polizeilichen Gegenspielern, die immer korrekt gekleidet, seriös wirken, befindet sich das Böse in einem schäbigen und verdreckten Zimmer und trägt einen zerfetzten Schlafanzug.
Seine Umgebung ist wie die eines Junkies und er selbst hält sich nur in diesem Zimmer auf und wartet auf seinen nächsten Kick.
Ein Suizidversuch hat das Böse in diese Situation gebracht. Gemeinsam mit einem Gleichgesinnten, wollte er sich das Leben nehmen, fand sich jedoch in dessen Traum wieder. Dort tötete er das Opfer und trank sein Blut. Das gab ihm den absoluten Kick und machte ihn süchtig nach immer mehr.
Zero nutzt die Anonymität der modernen Gesellschaft, in der die Leute nicht mehr miteinander reden und sich ihren Problemen stellen.
Damals wie heute verabredet er sich über das Internet mit Suizidwilligen. Über das Handy verabredet er einen bestimmten Zeitpunkt um den Selbstmord gemeinsam durchzuführen. Ist dieser Kontakt hergestellt, kann er in Träume der Opfer erreichen. Dazu rammt er sich ein Messer in den Bauch. Zero schreckt also vor nichts zurück, um an sein Blut zu kommen.
Seine Vorgehensweise gleicht dem klassischen Seppuku, auch als Harakiri bekannt. Er nutzt moderne Mittel, um die Opfer zu ködern, seine Tat vollführt er aber traditionell.
Erst mal im Traum des Opfers angelangt ist Zero der Überlegene. Er hat den Überraschungseffekt auf seiner Seite und verwandelt sich in ein unbezwingbares und Furcht einflößendes Monster. Jedoch wird ihm dies auch zum Nachteil. Zero fühlt sich unbesiegbar und ist so selbst überrascht, dass er nun, in der von ihm beherrschten Traumwelt, angegriffen wird.
Zero kennt den versteckten Suizidwunsch von Keiko, kommt aber mit dem beherrschten Auftreten von Kagenuma nicht klar. Dieser verspottet ihn sogar und hält ihm vor keine Ahnung zu haben. Zeros Überlegenheit wird langsam zu seiner Schwäche, da er mit seinen Traumwandlerfähigkeiten nicht umgehen kann und diese nur zur Suchtbefriedigung nutzt. So muss er am Ende im Zweikampf mit Kagenuma erkennen, dass er nur selbst ein Opfer seiner Sucht ist und stirbt wie seine Opfer durch einen Suizid. Er wirft sich durch ein Fenster und entflieht der Traumwelt. Er landet direkt vor einem Auto. Die moderne Technik holt ihn wieder ein und er wird überfahren. Seine Innereien und Körperteile drehen sich dabei in die Motorhaube. Er endet als Filmzitat und verschmilzt wie der Charakter Tetsuo im Anime Akira als Mensch mit einer Maschine.

## Themen des Films

### Anonymität der Großstadt
Der Film spielt im heutigen Tokio. Tokio ist mit circa 10 Millionen Einwohnern die größte Stadt Japans und ist mit circa 39 Millionen Einwohnern der größte Ballungsraum der Welt.
Im Film werden nur bestimmte Ansichten der Stadt gezeigt. Man sieht riesige Wohnblocks, U-Bahnen und Straßen. Es kommen keine Grünflächen, Parks oder Orte vor in den sich Menschen treffen.
Die Stadt wirkt modern aber kalt und Anonym. Die Leute kennen einander nicht und müssen somit auf ihre technischen Geräte zurückgreifen um überhaupt zu kommunizieren.

### Suizid
Japaner gelten als sehr selbstmordwillig. Laut Statistik ist dies aber nicht der Fall. Trotzdem gerieten Verabredungen zum Selbstmord, vor allem über das Internet, in die Schlagzeilen.
Dies war auch schon Thema im Film Suicide Circle.

### Seppuku
Der traditionelle Selbstmord, sich mit dem Schwert den Bauch aufzuschlitzen und auf den Tod zu warten ist auch in Europa bekannt. Im Gegensatz zum Christentum, wo der Suizid als Sünde angesehen ist, galt Seppuku als ehrenvoll. Der Bauch (hara) galt anatomisch als Sitz des Lebens und des Willens. So tötete sich der Selbstmörder auch noch einmal symbolisch. Seppuku konnte auch als Rache angewendet werden. Wurde man von einem Mitmenschen falsch bezichtigt konnte man damit seine Ehre beweisen und beschämte so auch den Denunzianten. So brachte man Scham und Schande über den Gegner.
(Vgl. „Suizid in Japan“, Josef Amrein, Psychiatrie und Neurologie 4, 2005)
Im Film wird diese traditionelle Art zu sterben von Zero benutzt, der sich auch ein riesiges Messer in den Bauch rammt. Außerdem hört man deutlich wie in der ersten Verfolgungsszene, die Innereien Zeros auf dem Boden schleifen.
Auch Zeros Opfer stechen sich in ihren eigenen Körper, wenn er sie in ihrem Traum erwischt hat.

### Technik
Das Böse kommt durch das Handy zu seinen Opfern. Handy und Internet können von bösen Mächten missbraucht werden und die Menschen sind durch ihre Abhängigkeit an die moderne Technik ausgeliefert. Vor allem das Handy hat es japanischen Filmemachern angetan (vgl. The Pulse oder The Call). Die bösen Geister sind schon immer unter uns und der technische Fortschritt hilft den Menschen nicht weiter, so werden die modernen Errungenschaften Handy und Internet den Opfern zum Verhängnis. Zero nutzt im Kontrast dazu das klassische Messer und den traditionellen Seppuku.

## Accessoires
Messer
Zero nutzt statt der moderneren Feuerwaffe ein riesiges Messer. Er schwingt damit wild um sich und verbreitet Angst und Schrecken. Auch seinen Opfern hinterlegt er ein kleines Messer, mit welchem sie sich in der realen Welt brutal selbst abstechen.
Cape
Der Held wieder Willen, Kagenuma, trägt einen zerfetzten Umhang mit Kapuze. Er verkleidet sich für die normale Welt und gleicht somit den amerikanischen Comichelden. Mit seinen „Superkräften“ kann er den Menschen helfen und das Böse besiegen.
Die Kutte hat auch etwas Mönchsähnliches, die sein einsames Leben und seine Abgeschottetheit symbolisieren.
Musik / Geräusche
Tsukamoto benutzt als Hintergrund meist diegetische Geräusche von U-Bahnen und Autos, die die Großstadt widerspiegeln.
Typisch für Tsukamoto ist die Verwendung von industriellen Geräuschen, die zu einer Art Musikstück zusammengesetzt sind. Dies kommt auch in seinen vorherigen Filmen vor. Dabei stammen einige Stücke von der japanischen Band „Der Eisenrost“.

## Kritiken
Das Lexikon des Internationalen Films urteilte: „Trotz einiger visueller Schocks ein eher dem Mainstream verpflichteter Film des japanischen Regie-Enfant-Terrible Tsukamoto. Erste Kinorolle der japanischen Popsängerin Hitomi.“